# M.A.
L'M.A. fou un automòbil de competició que fabricà Sebastià Nadal a Barcelona el 1921 a petició de José Álvarez. El vehicle es conegué inicialment com a Álvarez, el cognom del seu propietari, però quan aquest se'l vengué a Felipe Batlló passà a anomenar-se M.A. (de "Motor Álvarez"). Atès que no es construí amb la intenció de fabricar-lo en sèrie, sinó amb l'única idea de fer-lo participar en competicions d'automobilisme, només n'hi hagué una unitat. Matriculat a Barcelona amb el número de placa B-12.230, l'M.A. aconseguí resultats destacables durant la seva vida esportiva, que durà del 1921 al 1927.

## Història
José Álvarez fou un dels fundadors de la Cambra Sindical de l'Automòbil de Barcelona (1916) i un actiu soci del Reial Automòbil Club de Catalunya. Al mateix temps, dirigia la societat J. Álvarez y Cía., concessionària des de 1913 dels automòbils Clement-Bayard i Diatto, i era propietari d'una concessionària d'autocicles Ideal a Barcelona.
Álvarez li encarregà al tècnic d'Ideal Sebastià Nadal un cotxe esportiu. El projecte, en l'estudi del qual hi intervingué també el parent del promotor Segundo Álvarez, partí d'un xassís Ideal que fou lleugerament modificat. A diferència dels autocicles d'aquesta marca, el nou cotxe duia frens a les quatre rodes i el seu motor, totalment dissenyat i construït de nou per a aquest únic exemplar, era un 4 cilindres de 1.502 cc (75 x 85 mm) amb eix de lleves a la culata, pistons d'acer, bieles molt alleugerides i canvi de tres velocitats. Se li presumia una velocitat màxima al voltant dels 140 km/h. El motor es va anar substituint per un altre de menys cilindrada quan les curses on participava així ho requerien (n'hi havia algunes que n'autoritzaven només fins a 1.100 o 1.400 cc per als autocicles).
L'Álvarez va debutar al Gran Premi de la Penya Rhin de 1921 i després fou venut a Felipe Batlló, creador dels automòbils España. El seu germà Jesús el va seguir pilotant -amb el nou nom de M.A.- en competicions amb força èxit. El 15 de maig de 1927, Batlló fou segon en la categoria 1100cc a la darrera cursa en què hi va córrer (la VI Pujada a la Rabassada).